# Mexikansk sparvduva
Mexikansk sparvduva (Columbina inca) är en fågel i familjen duvor inom ordningen duvfåglar. Den förekommer i södra Nordamerika och Centralamerika.

## Utseende och läten
Mexikansk sparvduva är en mycket liten (19–22 cm) och slank duva. Liksom nordlig markduva har den ljusgrå fjäderdräkt med rostfärgade vingpennor och vita stjärtsidor, men har mycket längre och tvärt avskuren stjärt samt fjälligt mönster över hela kroppen utom i det ljusa ansiktet. Sången består av relativt ljusa "POO-pup" som upprepas monotont. Vid uppflog hörs ett tydligt torrt skallrande ljud.

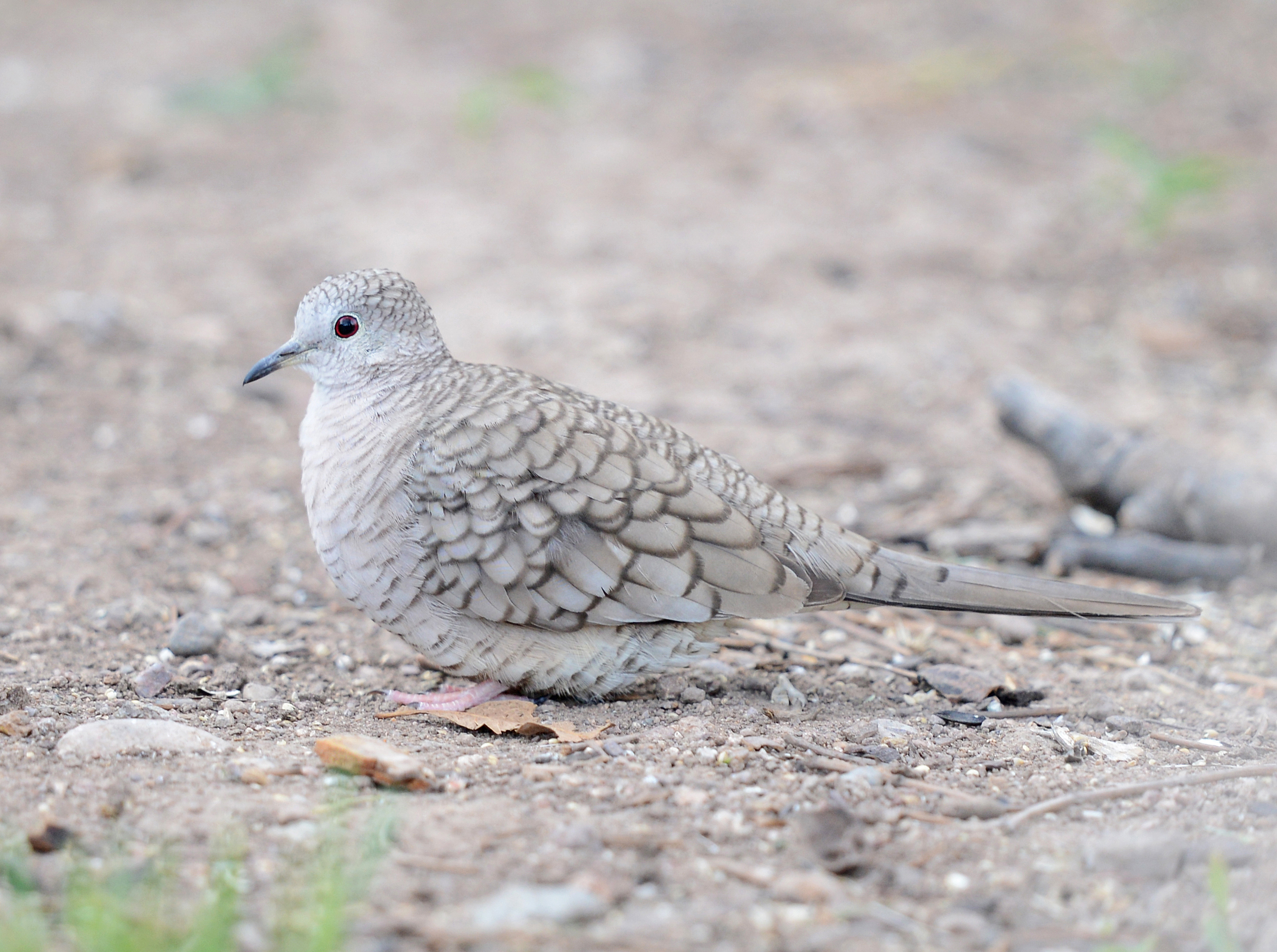
Mexikansk sparvduva i amerikanska delstaten Arizona.

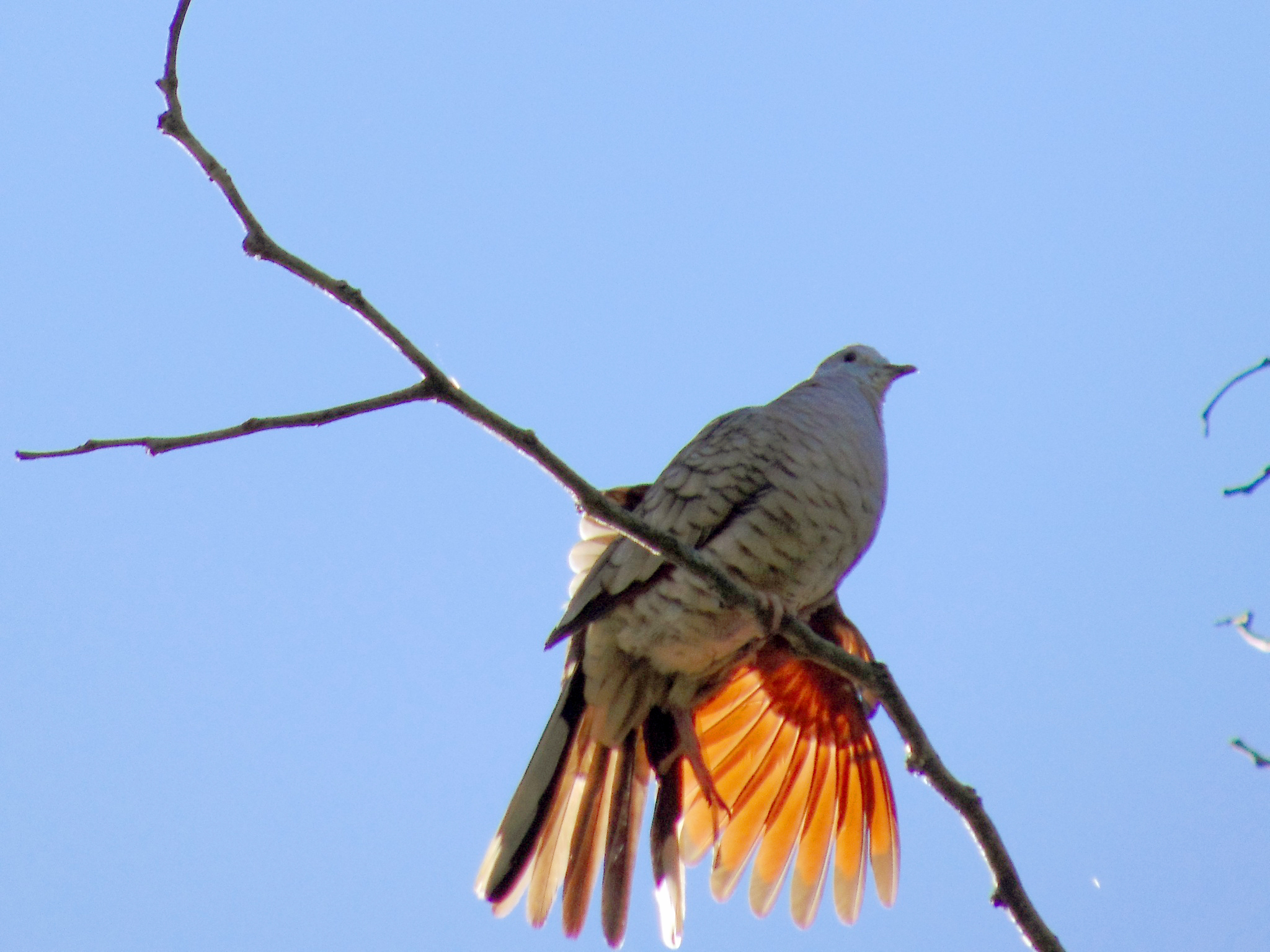
Mexikansk sparvduva som uppvisar sina rostfärgade vingpennor.

## Utbredning och systematik
Fågeln förekommer i halvtorra trakter från sydvästra USA till nordvästra Costa Rica. Den behandlas som monotypisk, det vill säga att den inte delas in i några underarter. Den har tidvis placerats i släktet Scardafella tillsammans med närbesläktade fjällig sparvduva baserat på bland annat avvikande läte. Genetiska studier visar dock att de är inbäddade i släktet Columbina.

## Levnadssätt
Mexikansk sparvduva föredrar torra och öppna, buskiga områden. Den ses ofta nära bebyggelse där träd och buskar kantar gräsmattor, nästan alltid i grupper om tre till tio fåglar. Fågeln födosöker på marken efter frön. Den häckar från slutet av februari till oktober i USA, maj till juli i mexikanska Jalisco och från mitten av mars till början av oktober i Hidalgo, också i Mexiko.
Mexikansk sparvduva är känslig för kyla. När temperaturen kryper under -7°C kurar de ihop sig tillsammans för att värma sig i solskenet. Ibland kan de till och med sätta sig ovanpå varandra och forma som en pyramid.

## Status och hot
Arten har ett stort utbredningsområde och en stor population, och tros öka i antal. Utifrån dessa kriterier kategoriserar internationella naturvårdsunionen IUCN arten som livskraftig (LC).